# Băbiceni
Băbiceni – wieś w Rumunii, w okręgu Botoszany, w gminie Durnești. W 2011 roku liczyła 391 mieszkańców.